# Pour ceux qui dorment les yeux ouverts
Pour ceux qui dorment les yeux ouverts è un EP del rapper Maître Gims del gruppo Sexion d'Assaut.

## Tracce
1. Eh Merde !
2. L'Arrière Plan
3. Je Dors Les Yeux Ouverts
4. L'Èspéciment De L'Espèce Humaine
5. Tsunami permanent
6. Sale Époque
7. M'Arrêter
8. Derniere épreuve
9. Outro
10. Du Coq à l'Ane